# No Cav

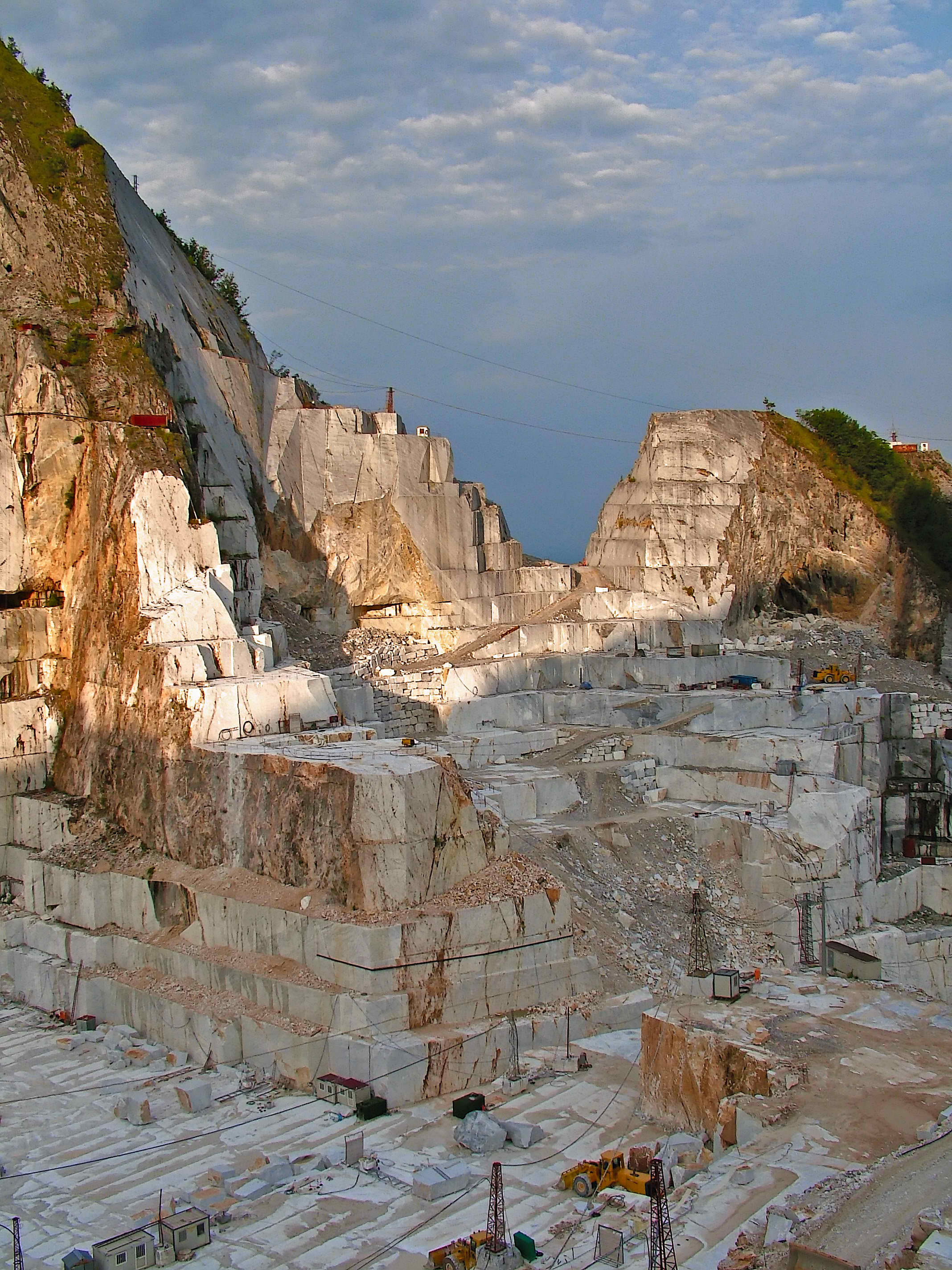
Cava di Gioia (Carrara) och den relaterade oåterkalleliga ändringen av formen på toppmötet

No Cav är en journalistisk term som används för att indikera en stor italiensk proteströrelse som uppstod i början av 2000-talet  och som består av föreningar och grupper av medborgare som förenats av kritiken mot Carrara-marmorbrotten i Apuanska alperna.

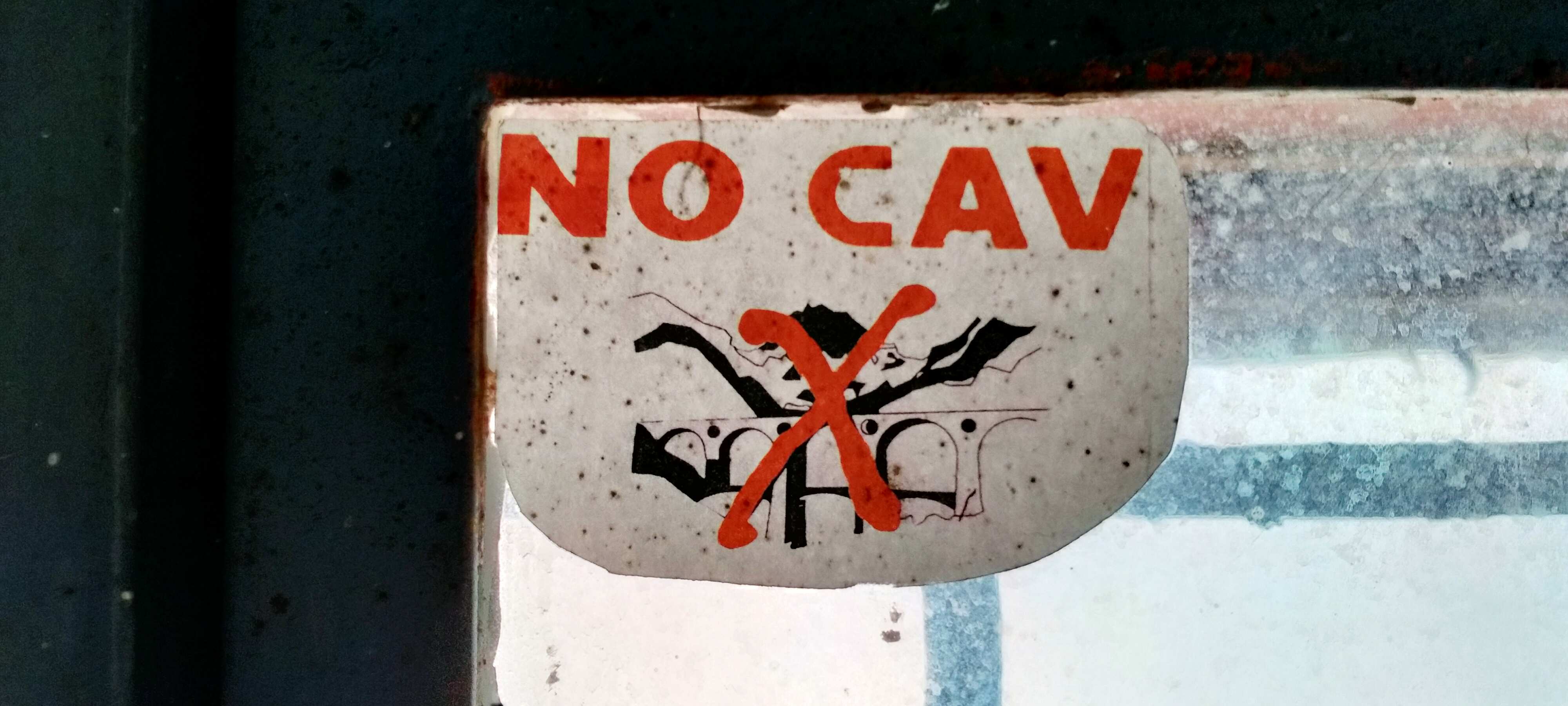
Klistermärke No Cav till Aronte-bivacken (Passo della Focolaccia, Apuanska Alperna)

Termen No Cav, förkortning för "No Cave" ("Nej till stenbrotten", på italienska), användes för första gången i en artikel av Il Tirreno 2014 för att definiera de aktivister som hade deltagit i en demonstration av Salviamo le Apuane (Låt oss rädda Apuanska alperna) -kommittén.
No Cav-symbolen består av en stiliserad svartvit representation av Vara-viadukten av Ferrovia Privata Marmifera di Carrara (Carrara marmor privat järnväg) korsad av ett stort rött X, ovanför vilket orden "NO CAV" också är röda, allt på en vit bakgrund   .
Denna banderoll, vars grafiska design påminner om No TAV- rörelsens, dök upp först 2020, under ett evenemang som anordnades av miljöpartisten Gianluca Briccolani, som året därpå, tillsammans med Claudio Grandi och andra, skulle ha grundat föreningen Apuane Libere (Frihet för Apuanska alperna).
Denna symbol och definitionen av "No Cav" används inte eller accepteras av alla grupper i rörelsen och många föredrar att definiera sig själva med mer exakta termer.